# Milanesa
Milanesa je jihoamerický pokrm, rozšířený především v argentinské, uruguayské a paraguayské kuchyni. Jedná se o plátek masa (hovězího, kuřecího nebo méně často vepřového), nejčastěji kotleta, která se namáčí ve vejci, poté se osolí a okoření (často petrželí nebo česnekem) a nakonec se obalí ve strouhance (případně v mouce) a smaží se. Existuje ale také varianta, kdy se milanesa peče v troubě. Kromě jižní Ameriky se lze s milanesou setkat také v Panamě, Mexiku nebo na Filipínách.

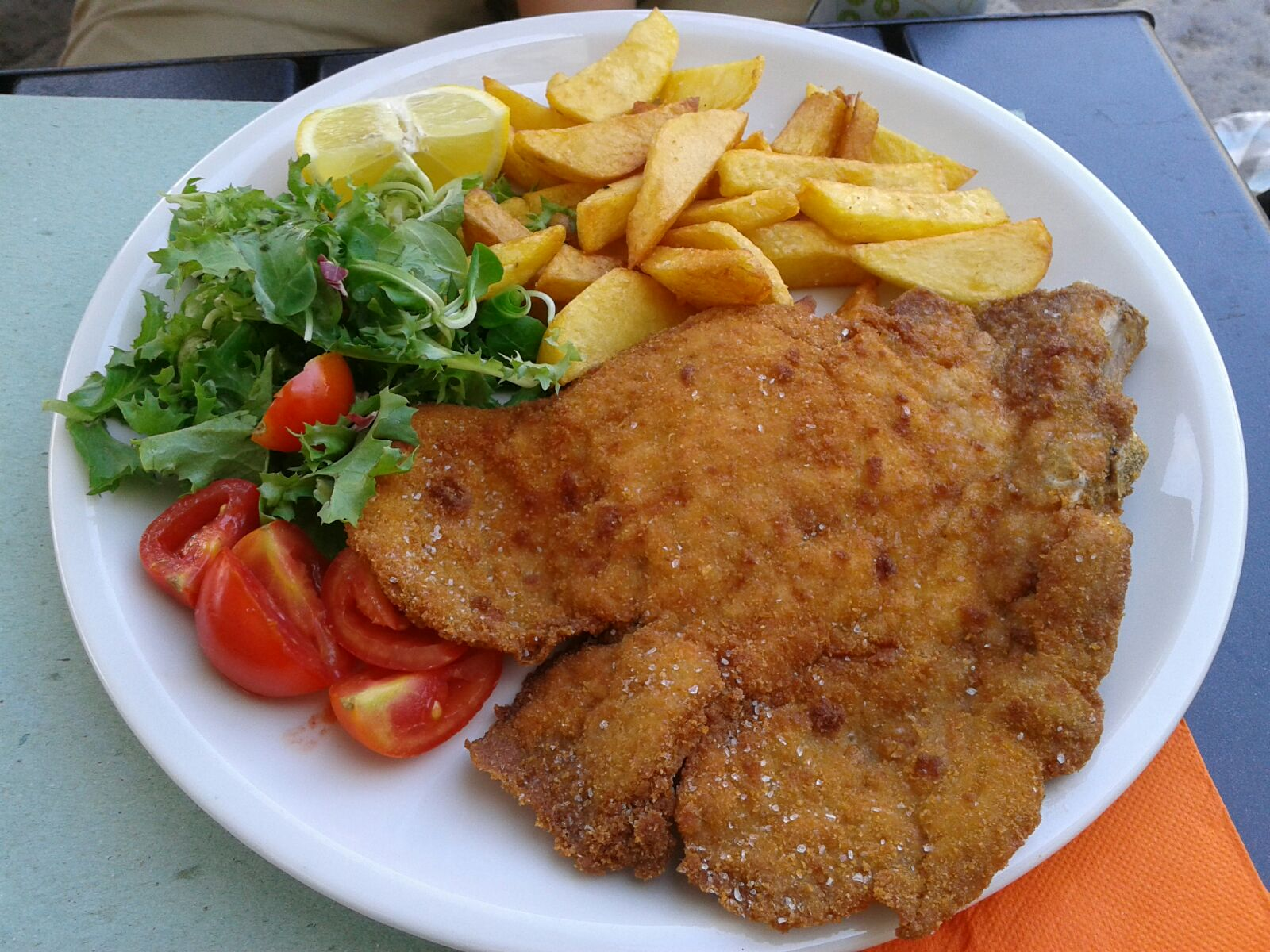
Milanesa

Podobným pokrmem je vídeňský řízek.

## Historie
Milanesa vychází z italského pokrmu cotoletta alla milanese (telecí po milánsku) a do jižní Ameriky se dostala během masové imigrace Italů na přelomu 19. a 20. století.

## Varianty
- Milanesa a la napolitana (milanesa po neapolsku, též súper milanesa nebo suprema napolitana) je varianta milanesy, ke které se ještě přidá mozzarella, rajčatová omáčka a někdy také šunka.[3][4]
- Milanesa a caballo, milanesa podávaná se smaženým vejcem
- Milanesa Kaiser, milanesa podávaná s rozteklým sýrem mezi plátkem masa a šunkou, je populární zejména v chilské kuchyni